# مقهى خادمات

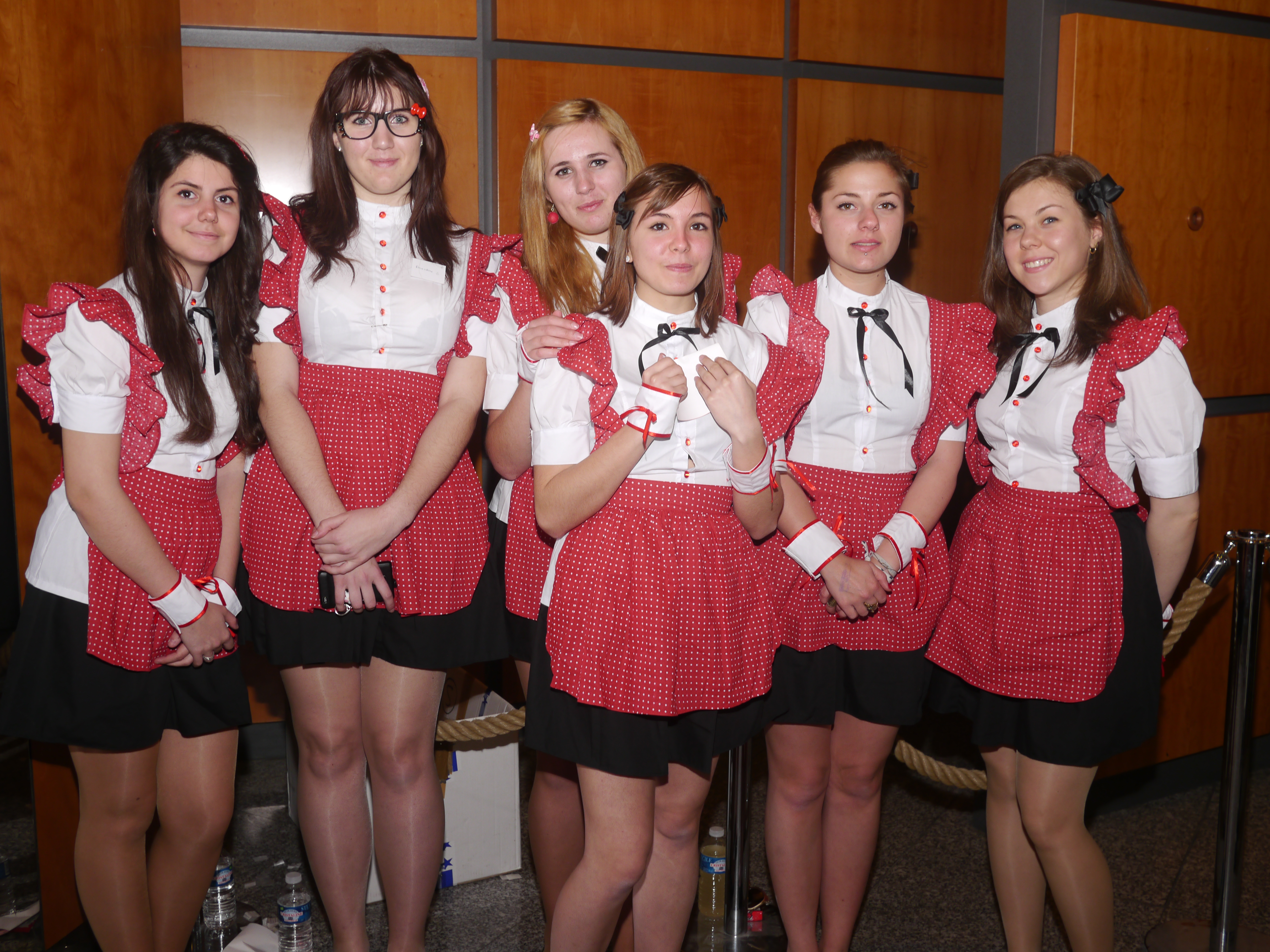
نادلات في مقهى خادمات في فرنسا.

مقهى خادمات هو نوع من المقاهي التنكرية المنتشر في اليابان، في هذة المقاهي تعامل النادلة التي ترتدي أزياء خادمات المنزل الزبائن كأسياد أو عشاق.